# 26 Pułk Ułanów Wielkopolskich

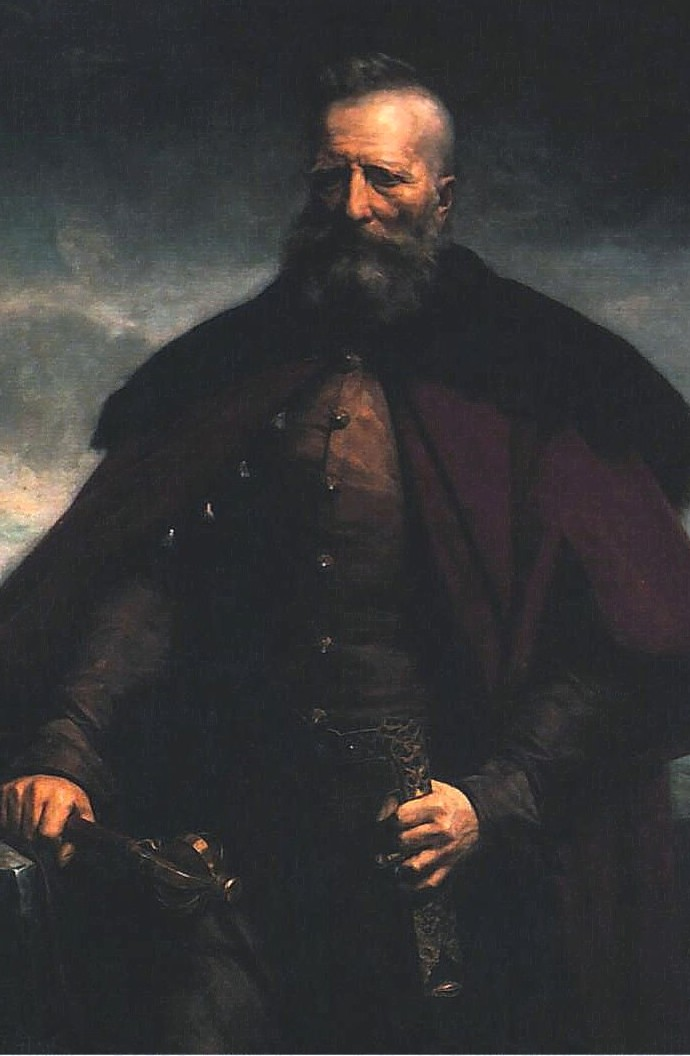
Jan Karol Chodkiewicz, patron 26 pułku Ułanów Wielkopolskich

26 Pułk Ułanów Wielkopolskich, im. hetmana Jana Karola Chodkiewicza (26 puł) – oddział kawalerii Wojska Polskiego II RP.
Pułk został sformowany z własnej inicjatywy i na własny koszt przez Ignacego Mielżyńskiego w lipcu 1920, w Poznaniu, jako 215 ochotniczy pułk Jazdy Wielkopolskiej. W sierpniu przetransportowany został na odcinek pomorski i obsadził linię rzeki Drwęcy w rejonie Golubia. Tam toczył bój z oddziałami sowieckiej 12 Dywizji Strzelców o Brodnicę. Następnie pułk prowadził działania na północnym Mazowszu, gdzie oczyszczał rejon Żuromina z sowieckich niedobitków. Po reorganizacji przerzucony został  na Nowogródczyznę i prowadził działania bojowe w Puszczy Nalibockiej, a następnie w kierunku na Mińsk.

W okresie pokoju stacjonował w garnizonie Baranowicze, a szwadron zapasowy w Łukowie.

W kampanii wrześniowej walczył w składzie Nowogródzkiej Brygadzie Kawalerii począwszy od działań opóźniających w rejonie Działdowa i Lidzbarka przez marsze odwrotowe, udział w natarciu na Mińsk Mazowiecki i Kałuszyn, walki przebojowe pod Krasnobrodem i Jacnią, a kończąc na walkach z wojskami sowieckimi w rejonie Woli Sudkowskiej.  27 września został rozbity i przestał istnieć jako zwarta jednostka.

## Powstanie i organizacja pułku
W dniu 15 lipca 1920 rtm. Ignacy Mielżyński otrzymał od Naczelnego Dowództwa zezwolenie na formowanie ochotniczego pułku kawalerii. Początkowo miał być utworzony przy szwadronie zapasowym 16 pułku ułanów w Bydgoszczy, ale na prośbę Mielżyńskiego został przeniesiony do szwadronu zapasowego 15 pułku ułanów w Poznaniu i otrzymał nazwę 1 Ochotniczy Pułk Jazdy Wielkopolskiej Nr 215. Najlepszym dowodem zapału jaki ogarnął zachodnie połacie kraju, był napływ ochotników do tworzonego pułku. Po dwóch tygodniach pułk liczył już przeszło 400 ochotników pochodzących z kręgów ziemiańskich, akademickich i rolniczych, przychodzących do jednostki z własnymi końmi i rzędem. Ochotnikami byli ludźmi nie podlegającymi służbie wojskowej, a mający za sobą służbę w armii niemieckiej bądź też w wieku 16–18 lat. Jak za dawnych czasów służyli tu ojciec z synem, a obywatele ziemscy przybywali nawet ze służbę dworską i końmi. Brak instruktorów powodował niedostatki w wyszkoleniu rekrutów. Zróżnicowany wiek i niedostatek uzbrojenia potęgował trudności organizacyjne. Ochotników szkolili podoficerowie dawnej armii niemieckiej nie znający komend regulaminu polskiego. Umundurowanie pułk otrzymał dosyć wcześnie, broni brakowało. Karabiny żołnierze dostali dopiero przed wyjazdem na front, a wcześniej szkolili się pożyczonych z 15 pułku. Lanc nie odebrali, ponieważ nie było czasu na naukę w ich władaniu.
Brak koni z jednej strony, a z drugiej zbyt duża liczba ochotników zmuszały do utworzenie szwadronów w składzie dwóch plutonów konnych i dwóch pieszych. Udało się jednak zrealizować postawione zadania, czego dowodem był egzamin zdany w walce z wrogiem już po czterech tygodniach od rozpoczęcia formowania pułku.

## Działania bojowe

### Walki na froncie pomorskim
Walki nad rzeką Drwęcą

12 sierpnia 1920 z dowództwa przyszedł telefoniczny rozkaz do wymarszu. Wtargnięcie zdążającej do obejścia od zachodu Warszawy, sowieckiej 4 Armii oraz III Korpusu Konnego na Pomorze zmusiły Naczelnego Wodza do zebrania wszystkich sił lądowych, będących w jego dyspozycji i przeciwstawienia się oddziałom nieprzyjaciela. Pułk w cztery tygodnie po rozpoczęciu formowania, niekompletny i prawie niewyszkolony, miał wejść do walki. W momencie rozpoczęcia marszu liczył 878 ludzi i 330 koni w czterech szwadronach i szwadronie karabinów maszynowych. 13 sierpnia pułk wyruszył na dworzec kolejowy, żegnany w mieście przez miejscową ludność. O 21.00 odjechał pierwszy transport do Torunia. Tam dowódca otrzymał rozkaz wyładowania się na stacji kolejowej Golub i obsadzenia brzegów Drwęcy. Rankiem 14 sierpnia otrzymano wiadomość, że sowieckie oddziały znajdują się ok. 5 km od stacji. Transport został wyładowany w przeciągu trzech godzin, wysyłano patrole w kierunku rzeki i marszem ubezpieczonym szwadrony ruszyły do nakazanego rejonu. Nie napotkawszy nieprzyjaciela, w okolicach wsi Owieczkowo zarządzono ubezpieczony postój. Pułk miał za zadanie bronić linii rzeki Drwęcy i utrzymać łączność między Działdowem i Toruniem. Wysłane zostały patrole z 1 i 2 szwadronu w kierunku Rypina i Brodnicy. Pozostałe szwadrony przystąpiły do szkolenia i ćwiczeń. Patrole wróciły 15 sierpnia nad ranem z wiadomością, że szpica kozacka była w Rypinie przed dwoma dniami. Między Lidzbarkiem i Brodnicą stwierdzono siły około brygady piechoty. Stary Zieleń był zajęty przez nieprzyjaciela, a drogą z Glinek na Klonowo jechało wozami około 1500 żołnierzy nieprzyjacielskiej piechoty. Poza 215 pułkiem nie było w tym rejonie żadnego zorganizowanego oddziału wojskowego. Dowódca pułku po powrocie z odprawy, odbywającej się w Grudziądzu, przywiózł rozkazy wyznaczające go na dowódcę „Grupy Operacyjnej rtm. Mielżyńskiego” w skład której oprócz pułku wejść miały jeszcze resztki grup operacyjnych gen. Roi i płk. Habiga, oddział wydzielony z 5 pułku strzelców konnych, 4/16 pułku artylerii polowej, pociąg pancerny „Wilk” oraz służby. Dowództwo pułku objął dowódca 1 szwadronu por. Kazimierz Ciążyński. Zadaniem pułku było jak najprędzej dotrzeć do Brodnicy w celu obrony miasta.
Po raz pierwszy w boju pułk wziął udział 16 sierpnia 1920 nad Drwęcą.
Dowódca pułku postanowił stworzyć dwie grupy: konną w składzie 1 szwadronu i z 2 i 4 szwadronu konnych plutonów oraz pieszej w składzie 3 szwadronu, pieszych plutonów z 2 i 4 szwadronu i szwadronu ckm-ów pod dowództwem por. Wolniewicza. Konna grupa miała przejść do Rypina i dalej przez Michałowo-Jastrzębiec zaatakować nieprzyjaciela z lewego skrzydła, opóźniając tym jego marsz w kierunku Brodnicy, a ułatwiając tym samym osiągnięcie miasta przez swoje oddziały piesze. Wypadki rozgrywające się na froncie nie pozwoliły zrealizować planu. Kiedy o 18.00 pułk znajdował się w odległości 10 km na północny wschód od wsi Wrocki, otrzymał meldunek o rozbiciu resztek grupy płk. Habiga w mieście i zajęciu jego przez nieprzyjaciela. Nastąpił popłoch wśród wycofujących się z Brodnicy oddziałów, a dowódca grupy obawiając się, że nie utrzymają one Jabłonowa, skierował tam 215 pułk z zadaniem utrzymania tego węzła do czasu nadejścia posiłków z Inowrocławia. Jabłonowo pułk osiągnął późną nocą i omijając miasteczko zakwaterował się w pobliżu opuszczonego przez właściciela zamku. Przybycie pułku wzmocniło morale cofających się spod Brodnicy oddziałów, a dowódcy grupy umożliwiło zorganizowanie na tym odcinku obrony. Wobec takiego położenia dowódca postanowił zatrzymać tutaj tylko drugi szwadron i szwadron karabinów maszynowych wraz z rozbitkami grupy płk. Habiga, a resztę skierować do Golubia dla utrzymania łączności z Toruniem oraz do osłony linii kolejowej Jabłonowo – Toruń. 16 sierpnia nad ranem pułk wyruszył w drogę powrotną do Golubia, wykonując tym samym w przeciągu 24 godz. 90 kilometrów.
Pozostające w Jabłonowie szwadrony musiały po okolicy zbierać zdemoralizowanych żołnierzy i organizować z nich nowe pododdziały. W ciągu dnia nadjechały posiłki: 359 i 362 pp, 214 pułk artylerii polowej i 1 szwadron 218 pułku ułanów. W nocy przyjechał płk Jarosław Aleksandrowicz, który został wyznaczony na dowódcę „grupy jabłonowskiej”. Dotychczasowy dowódca rtm. Mielżyński został powołany na stanowisko szefa sztabu. W dalszym ciągu nadchodziły wiadomości o nieprzyjacielu. Po zajęciu Brodnicy ścigał teraz grupę płk. Habiga i znajdował się w Czekanowie, oddalonym od Jabłonowa około 15 km. Po otrzymaniu takiej informacji, płk Aleksandrowicz postanowił zdobyć Brodnicę i odrzucić wroga za Drwęcę. 17 sierpnia przegrupował on wojska do natarcia. W tym samym dniu do pułku dołączył szwadron karabinów maszynowych, pozostawiony wcześniej w Jabłonowie. Wysłane zostały patrole w kierunku Drwęcy i Brodnicy. Podjazd pchor. Marcelego Czarneckiego w sile plutonu został wysłany w kierunku na Brodnicę z zadaniem rozpoznania stanowisk nieprzyjaciela. W czasie wykonywania zadania przedarł się przez linię sowieckich placówek i zobaczył rozmieszczenie jego odwodów. W czasie jednego z patroli zginął najmłodszy ułan pułku, 16-letni Zbigniew Szlagowski, który chcąc rozpoznać położenie wojsk wroga, zsiadł z konia i wyczołgał się z zarośli. Został ciężko ranny, ale powrócił do plutonu dopiero po ukończeniu zwiadu i tam umarł na rękach kolegów. Dokładne wiadomości o wrogu pozwoliły dowódcy grupy na podjęcie decyzji, która miała doprowadzić do zwycięstwa.
Zdobycie Brodnicy

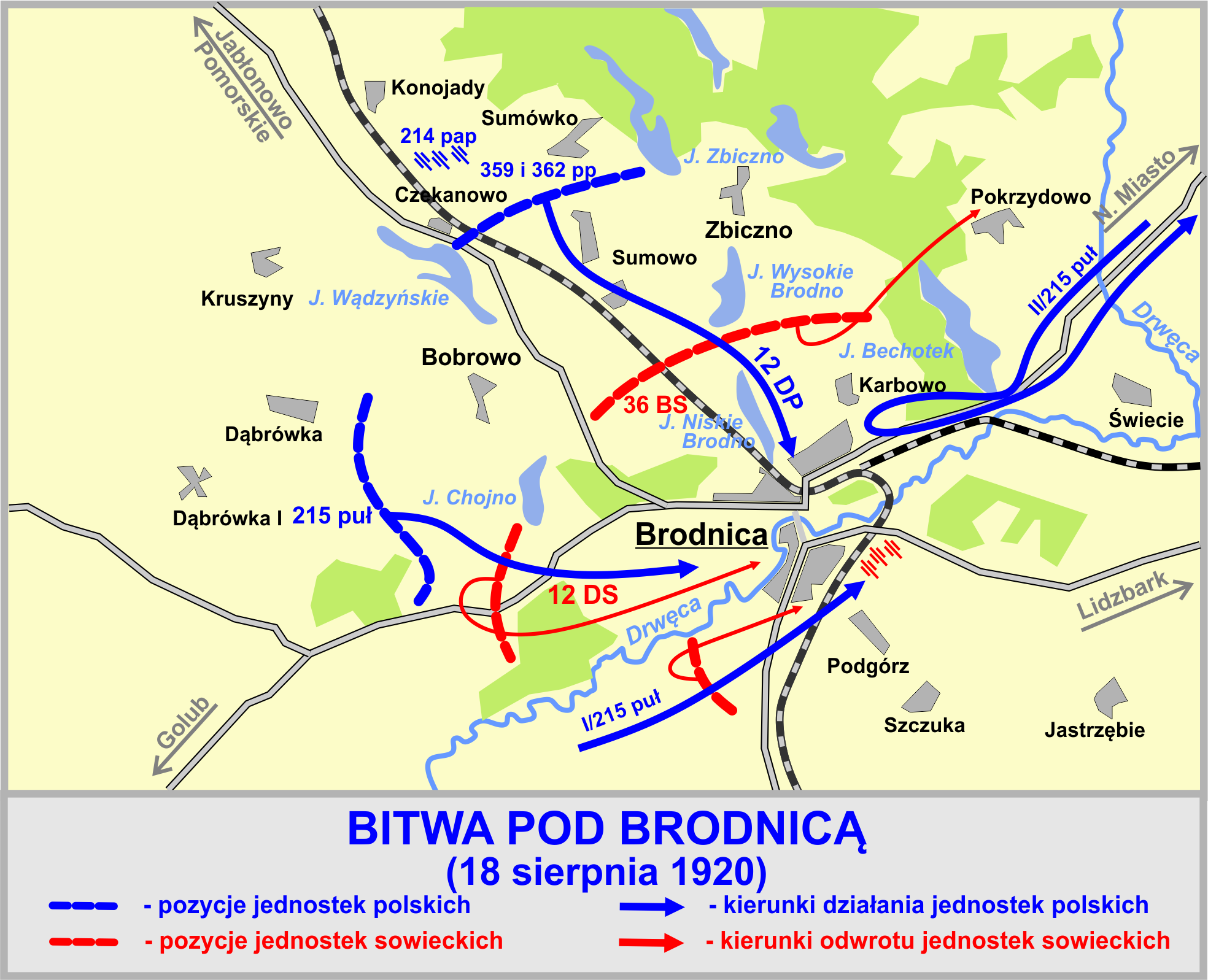
Bitwa pod Brodnicą (1920)

18 sierpnia o świcie rozpoczęło się natarcie pod Czekanowem i Lipnicą. Natarcie główne posuwało się po linii Jabłonowo-Brodnica, a natarcie pomocnicze prowadził pułk z Golubia przez Lipnicę na Brodnicę. Główne natarcie napotkało opór nieprzyjaciela na północ od Czekanowa. Wywiązała się zażarta walka, podczas której pozycje wroga przechodziły z rąk do rąk. Po obu stronach były znaczne straty. W czasie walki zginął dowódca 2 szwadronu ppor. Stanisław Rembowski. O 11.00 zdobyte zostało Czekanowo, a nieprzyjaciel wycofał się. W tym samym czasie pod naciskiem 215 pułku piechota nieprzyjacielska opuściła stanowiska pod Lipnicą i wycofała się w kierunku Brodnicy. Okopała się w okolicy wsi Mszano. Powracający z podjazdem pchor. Czarnecki wpadł na tyły tego oddziału, a widząc niebezpieczeństwo grożące pułkowi, wysłał dokładny meldunek, sam zaś z plutonem ruszył na wroga. Piechota rozpierzchła się w popłochu, a ułani zdobyli 2 karabiny maszynowe i ośmiu jeńców. Nieprzyjaciel, widząc zagrożenie, usiłował kontratakami powstrzymać napór polskich oddziałów, starając się obejść ich skrzydła i odciąć główne natarcie od odwodów. Na prawym skrzydle został zauważony batalion nieprzyjacielskiej piechoty idący z Brodnicy lewym brzegiem Drwęcy w kierunku południowo-zachodnim. Dla zabezpieczenia się przed możliwym oskrzydleniem dowódca pułku por. Ciążyński przesunął 1 szwadron z plutonem karabinów maszynowych na lewy brzeg rzeki i uniemożliwił ogniem dalsze przemieszczanie się tego batalionu. W tej walce wyróżnił się wachm. Klimacki, który pomimo ciężkiej rany wytrwał ze swoim plutonem na stanowiskach, odpierając ataki nieprzyjaciela. Dalsze natarcie pułku odrzuciło wroga do Brodnicy. Starszy ułan Konwiński wraz z wachm. Janikowskim dopadli dwa nieprzyjacielskie karabiny maszynowe i po unieszkodliwieniu ich obsługi skierowali ogień na zbliżające się przeciwnatarcie wroga. Powodzenie pułku należy przypisać w znacznej mierze szwadronowi karabinów maszynowych, ponieważ z braku artylerii to na nim spoczywał ciężar walki. W boju wyróżnili się chor. George i wachm. Falkowski, którzy usuwali zacięcia przebiegając od jednego karabinu maszynowego do drugiego, kierując jednocześnie ogniem niewyszkolonych dostatecznie ułanów. Obejście lewego skrzydła pułku udaremnił drugi szwadron, który szarżą odrzucił obchodzącego nieprzyjaciela. Ten natomiast widząc, że jego wysiłki zostały udaremnione, rozpoczął odwrót na Lidzbark i Nowe Miasto. Na kolumnę sowietów wpadł 2 szwadron, szerząc wśród nich popłoch i zamieszanie, i zdobywając jednocześnie trzy sowieckie sztandary pułkowe. Ostatnie oddziały nieprzyjacielskie wycofały się z Brodnicy późnym wieczorem, obierając kierunek na Lidzbark. Polskie wojska wkroczyły do miasta. Drugi szwadron ścigał jeszcze wycofującego się wroga, ale musiał ostatecznie zaniechać pościgu ze względu na brak dostatecznych sił. Zmęczenie i brak odwodów konnych ułatwiło nieprzyjacielowi zerwanie styczności z naszymi oddziałami i odwrót.
Oswobodzenie Pomorza

Pułk rozpoczął pościg za nieprzyjacielem dopiero 19 sierpnia, usiłując odciąć go od niemieckiej granicy. 20 sierpnia zostało zajęte Nowe Miasto i Lubawa, a po drodze pułk wyłapał sporo jeńców i rozbitków sowieckich. Ich znaczna część przekroczyła już jednak granicę niemiecką. Na tym zakończyło się działanie mające za zadanie usunięcia nieprzyjaciela z Pomorza, a za dzielną postawę otrzymał pułk od dowódcy okręgu generalnego Pomorza pochwałę. Rozkazem gen. por. Raszewskiego, wojska na Pomorzu zostały podzielone na trzy części: „dywizja Poznań I”, „grupa płk. Aleksandrowicza” i „rezerwa Dowództwa Okręgu Generalnego Pomorze”. 215 pułk wszedł w skład pierwszej części, którą dowodził płk Załęski. Do grupy płk. Aleksandrowicza został przydzielony kombinowany szwadron konny i odszedł do rejonu Działdowa. Reszta pułku została w Lidzbarku, otrzymując sto koni z zapasu koni w Poznaniu. 24 sierpnia przeszedł pułk do Żuromina z zadaniem oczyszczenia okolicznych lasów z sowieckich rozbitków. Po zakończeniu zadania zajęto się uporządkowaniem broni, ekwipunku i poprawieniem stanu koni, które mocno ucierpiały. 6 września załadował się pułk na transport kolejowy w Lidzbarku i wieczorem odjechał do Poznania. Następnego dnia zgotowano pułkowi owacyjne przyjęcie na ulicach miasta. Przyczyniły się do tego m.in. wieści o zwycięskich walkach oraz trzy zdobyte rosyjskie sztandary, które wieziono na czele pułku.
Reorganizacja pułku po powrocie z frontu pomorskiego

Pułk zakwaterowano w koszarach 15 pułku ułanów. Przystąpiono do uzupełniania braków w ludziach i koniach. Pułk otrzymał uzupełnienie w ludziach z 15 i 17 pułku, a konie dostali z dowództwa Okręgu Generalnego „Poznań”. Zostali uzbrojeni i wyekwipowani do pełnego etatu wojennego. Do pułku przybyło również kilkunastu oficerów, przeważnie z 17 pułku. Stan wynosił teraz 14 oficerów, 141 podoficerów, 656 szeregowych i 748 koni. Po krótkim wypoczynku i dokonaniu uzupełnienia w dniu 24 września 1920 pułk wyjechał transportami kolejowymi na front wschodni.

### Walki na Białorusi
Pułk został skierowany przez Kalisz – Warszawę – Czeremchę do stacji Świsłocz i Andrzejewicze, gdzie został wyładowany 27 września. Wyruszył następnie przez Wołkowysk do Krzemienicy, w której zatrzymał się na nocleg. W tym czasie na Białorusi i Litwie trwały walki, ponieważ Naczelny Wódz zaatakował armie sowieckie zebrane nad Niemnem i Świsłoczą. Dążył tym samym do ostatecznego ich zniszczenia. 215 pułk wszedł w skład grupy operacyjnej gen. Junga. Sowieckie wojska wycofały się w kierunku wschodnim po nieudanym boju o Wołkowysk. Zadaniem grupy było ściganie i rozbicie wroga. Mjr Mielżyński jeszcze 27 września otrzymał od marszałka Józefa Piłsudskiego rozkaz do obejścia nieprzyjaciela od południa wspólnie z 18 pułkiem, przejścia przez Szczarę i opanowanie Baranowicz. Pułki miały tym sposobem uniemożliwić sowietom wywożenie materiałów przez Baranowicze do Mińska. Do wykonania tego rozkazu pułk 28 września dotarł do Buksztowa.
Marsz na Mir i potyczka pod Cyrynem

18 pułk otrzymał w międzyczasie inne zadanie, więc i dla 215 pułku również je zmieniono. Dla dowódcy pułku został podporządkowany 62 pp i 5 bateria 15 pułku artylerii polowej celem jak najszybszego opanowania Miru, a tym samym odcięcie rozbitego nad Niemnem nieprzyjaciela. Cofał się on z obszaru Nowojelnia-Nowogródek. Marsz był bardzo uciążliwy, ponieważ mosty były zniszczone i teren był piaszczysty. Zabagnione brzegi rzek stwarzały dodatkowe trudności i skutkiem tego tabor pułkowy pozostał daleko w tyle i przez, to został dołączony do taboru 15 DP. Tabory do pułku powróciły dopiero po zawieszeniu broni. 29 września pułk maszerując przez Piasek dotarł do Kuryłowicz, a następnego dnia wyruszył w kierunku Iwiesi. Po kilku godzinach marszu dotarł do rzeki Szczary pod wsią Wielka Wola. Przeprawiano się przez bardzo głęboki bród, ponieważ most został spalony. Przed przeprawą dowódca pułku mjr Mielżyński wezwał wszystkich żołnierzy do jak największych poświęceń i karności. Wozy bagażowe, kuchnie i taczanki trzeba było przez bród przeciągać linami i łańcuchami, a konie w dwóch miejscach musiały płynąć. Po sforsowaniu rzeki wysłane zostały patrole w kierunku północnym i południowym celem nawiązania łączności z 2 i 14 DP. Pułk maszerował szykiem ubezpieczonym przez Rudę Jaworską do Miedwinowicz, staczając po trasie wiele utarczek z nieprzyjacielem. Opór nieprzyjaciela na wschodnim brzegu rzeki narastał, zmuszając do ciągłego rozwijania się czołowych szwadronów. Dowódca otrzymał od miejscowych Polaków informację, że na stacji kolejowej Nowojelni ładują się nieprzyjacielskie transporty. W związku z tym skierował tam 1 szwadron wraz ze szwadronem karabinów maszynowych pod dowództwem por. Ciążyńskiego, celem przeszkodzenia w wywiezieniu transportów. Wieczorem tego samego dnia, pułk dotarł do Iwiesi, stając tam na nocleg. W przeciągu dnia wzięto do niewoli kilkudziesięciu jeńców. W nocy dowódca otrzymał rozkaz o pozostawienie piechoty i artylerii w Iwiesi i wykonanie dalszego marszu na Mir.
Pomimo przemęczenia ludzi i koni, 1 października pułk wyruszył w kierunku Cyryna. Popas nastąpił pod wsią Solniki. Wysłano wówczas patrol rozpoznawczy po otrzymaniu od miejscowej ludności informacji, że w Worończy znajduje się nieprzyjacielska piechota. Patrol wyruszył pod dowództwem wachm. Riczki. Nieprzyjaciel wycofał się z Worończy na Cyryn, więc wachmistrz zwrócił się w tamtym kierunku i dotarłszy do rzeki Serwecz rozpoczął rozpoznanie brodów. Spotkał się wówczas z dowódcą, który z 40 wybranymi ochotnikami na najlepszych koniach przybył celem jak najszybszego opanowania wschodniego brzegu rzeki. Oddział został ostrzelany ze wsi Cyryny ogniem karabinów maszynowych, podczas przeprawy przez bród. Wachm. Riczka zwrócił się patrolem ku północnemu wylotowi wsi, a dowódca pułku z ochotnikami wszedł do wsi i obsadził jej wschodni skraj. Rosjanie w sile batalionu piechoty z artylerią, zajmujący dawne okopy rosyjskie rozpoczęli gwałtowny ogień artylerii i karabinów maszynowych. Usiłowali jednocześnie obejść wieś od południa i obsadzić swoimi żołnierzami bród przez rzekę. Widząc, to mjr Mielżyński uderzył na wroga, przebił się przez niego na zachodni brzeg rzeki i połączył się z pułkiem dochodzącym do rzeki na odgłos strzałów. Czynem tym uratował dowódca garstkę ochotników przed niechybną niewolą. Wachmistrz Riczka korzystając z nieuwagi wroga, również się przebił przez linię sowietów uprowadzając pięciu jeńców. Wobec zapadającego zmroku i znacznej przewagi liczebnej nieprzyjaciela nie rozpoczynano już walki o przeprawę. Początkowo pułk zajął dawne okopy niemieckie, ale ostrzeliwany przez artylerię nieprzyjaciela wycofał się do wsi Rowiny. Następnego dnia ze względu na brak artylerii, pułk przeprawia się przez Serwecz pod Krasną i uderza na skrzydło nieprzyjaciela znajdującego się w okopach rosyjskich. Przeciwnik wycofuje się w kierunku wschodnim na Mir. Okopy nieprzyjacielskie pierwszy dopada ppor. Rzewuski z plutonem czwartego szwadronu. Biorą licznych jeńców i jeden karabin maszynowy.
Nieprzyjaciel cofając się pozostawił kilka słabszych oddziały w celu udaremnienia pułkowi pościgu. Rosjanie okopali się na zachód od Miru i tam dopiero stawili poważniejszy opór. Styczność z nimi nawiązał 2 szwadron idący w straży przedniej. Na rozkaz dowódcy pułku trzeci i czwarty szwadron obeszły jego północne i południowe skrzydło i atakując jednocześnie zmusiły nieprzyjacielska piechotę do odwrotu. Wyróżnił się tutaj dowódca 3 szwadronu rtm. Stanisław Długaszewski, który na czele swego szwadronu wyparł przeważającego wroga z zajmowanych stanowisk. Sowieckie oddziały wycofały się przez Mir (został zajęty przez pułk o godz. 15.00) na Stołpce. Wzięto w tej walce ponad stu jeńców, samochód, dwa jaszcze, kilka kuchen polowych oraz sporo broni i amunicji. Pułk pozostał w okolicy zdobytej miejscowości i czekał na przybycie 15 DP. Za wycofującym się nieprzyjacielem w kierunku Niemna wysłano patrole rozpoznawcze, a pułk zakwaterował się w miasteczku i okolicznych wsiach dając koniom potrzebny wypoczynek. 4 października do pułku dołączył podjazd por. Ciążyńskiego składający się z 1 szwadronu i szwadronu karabinów maszynowych. Patrol ten wysłany został 30 września z Miedwinowicz do Nowojelni zajmując po uciążliwej przeprawie przez Mełczadź Nowojelnię. Spłoszył wówczas nieprzyjacielską piechotę, a sam tam zanocował. Na wzmiankę zasługuje również podjazd czwartego szwadronu pod dowództwem pchor. Kognowickiego, który został wysłany dla osłony lewego skrzydła pułku. Napotkał on pod Jurewiczami nieprzyjacielską kompanię, która paliła w tym czasie most prowadzący przez rzekę Podjaworkę. Spieszonym podjazdem zaatakował wroga zmuszając go do ucieczki i ratując most. Podczas dalszego marszu wpadł w zasadzkę, z której uratował go oddział piechoty 15 DP. 1 października po krótkiej walce zajął Zdjęciół, skąd pomaszerował do Miru stając tam 3 października.
Walki nad Niemnem i marsz na Mińsk

Po nadejściu oddziałów 15 DP do Miru, pułk osłaniał linię rzeki Niemen na odcinku Borek Żukowy-Ławryszewo. Nieprzyjaciel ustępował wszędzie tam, gdzie go zaatakowano. W dniu 9 października pułk otrzymał rozkaz przejścia do obszaru Naliboki-Prudy i utrzymania łączności z XXX Brygadą Piechoty. Brygada miała przejść do rejonu Rubieżewicz i wysunąć jeden batalion do Kojdanowa. Pułkowi przydzielono w tym celu pierwszy batalion 59 pp i baterię 15 pal. Tym samym rozkazem wydzielono trzeci szwadron dowodzony przez rtm. Długaszewskiego do XXX Brygady Piechoty. Rozkaz przyszedł późnym wieczorem, więc dowódca pułku postanowił zebrać rozrzucone szwadrony i Niemen przejść dopiero o świcie. W nocy otrzymano następny rozkaz w myśl, którego pułk miał być złączony z XXIX Brygadą Piechoty bez trzeciego szwadronu. Miała, to być grupa płk. Stanisława Wrzalińskiego, której zadaniem było opanowanie w dniu 11 października Iwieńca, 12 października Rakowa i przeprowadzenie zwiadu w kierunku Mińska i Zasławia. Płk Wrzaliński ze swoją grupą miał osłaniać prawe skrzydło grupy „Mir” (1 Dywizja Legionów oraz 2 i 4 Brygada Jazdy) przesuwając się w rejon Iwieniec – Prowinki, a w dniu następnym osiągnąć linię Lipowina – Krostowszczyzna – Raków. Wykonując ten rozkaz pułk przeszedł 10 października Niemen i forsownym marszem po bezdrożach puszczy Nalibockiej, tego samego dnia zajął Iwieniec. Pierwszy szwadron po stu kilometrowym marszu zajmuje w tym czasie Raków. Daleko w tyle zostaje przydzielony batalion i bateria. Z Iwieńca pułk rozsyła podjazdy na Zasław i Nowy Dwór, a sam oczekuje nadejścia XXIX brygady. 15 października pułk otrzymuje rozkaz do zajęcia Zasławia, w którym miała znajdować się nieprzyjacielska brygada piechoty. W tym samym dniu po krwawym starciu z pułkiem piechoty stojącym we Włomie i odrzuceniu go w kierunku Mińska, pułk zajmuje Zasław tracąc jednocześnie łączność z XXIX brygadą i 15 DP. Patrolowi 2 szwadronu udało się wieczorem 14 października nawiązać łączność z dowództwem 15 dywizji, której oddziały pozostały w tyle. Przywozi również rozkaz gen. Junga mówiący o opanowaniu Mińska, na który w dniu 16 października nacierać ma 14 DP.
15 października pułk wysyłając patrole w kierunku Mińska, przegrupował się do Ratomki. Patrol dowodzony przez plut. Konieczkę z pierwszego szwadronu, napotkał w lasach kompanię sowieckich strzelców syberyjskich. Wywiązała się walka, w której wzięto 6 jeńców i karabin maszynowy oraz zdobyto informacje o stanowiskach nieprzyjacielskich. Dowódca pułku przewidując, że od zachodu nieprzyjaciel będzie się mocno bronił, postanowił związać go z tej strony walką, a do Mińska wtargnąć od północnej strony, gdzie nieprzyjaciel nie będzie spodziewał się ataku. Plan ten wykonano. Wysłany do obejścia wroga od północnego wschodu 2 szwadron, 16 października wdarł się do miasta o godz. 7.00, a w tym samym czasie 14 DP atakowała miasto od zachodu. Po kilkugodzinnej walce wtargnęła do miasta, a drugi szwadron natarł na tyły nieprzyjaciela szerząc nieopisany popłoch. Nadeszła wiadomość o zawieszeniu broni uniemożliwiając tym samym pościg i wykorzystać powodzenie ataku. Szwadron żegnany przez polską ludność opuścił miasto i w Ratomce połączył się z pułkiem, przechodząc za tymczasową linię demarkacyjną do Bodun.
Zawieszenie broni i służba kordonowa

18 października pułk przeszedł do Rakowa, a dalej do Iwieńca, gdzie został dla niego wyznaczony postój tymczasowy. W Wołmie dołączył do pułku trzeci szwadron. Pułk pozostał w okolicy Iwieńca do 19 listopada 1920. Wśród koni szerzył się świerzb, a ludzie chorowali na tyfus. Tępienie tej zarazy wymagało ofiarnej pracy przede wszystkim od oficerów i podoficerów. Odchodzący ze składu 15 DP pułk otrzymał rozkaz pochwalny od dowódcy dywizji świadczący o jego zasługach bojowych. Z rejonu Iwieńca pułk przeszedł na linię demarkacyjną obejmując odcinek Raków – Sieniawka, tworząc punkty kontrolne w Rakowie, Stołpcach, Nieświeżu i Sieniawce. W drugiej połowie stycznia 1921 ściągnięto pułk do rejonu Żuchowicz w celu odtransportowania go do Wielkopolski. Za zasługi bojowe i żołnierską postawę na rozkaz Naczelnego Wodza pułk został przemianowany z pułku ochotniczego na 26 pułk Ułanów Wielkopolskich, a odchodzący do rezerwy dowódca pułku mjr Mielżyński otrzymał od dowódcy Okręgu Korpusu Poznań podziękowanie w rozkazie nr 62/21.

## Szwadron zapasowy
Po wyjeździe pułku na Białoruś, w koszarach 15 pułku pozostał szwadron zapasowy, który w październiku 1920 został przydzielony do szwadronu zapasowego 16 pułku stacjonującego w Bydgoszczy. Po dwóch tygodniach powrócił jednak do Poznania, a 3 listopada 1920 jego dowództwo objął rtm. Janusz Bokszczanin. Jego wysiłkom należy zawdzięczać podołanie późniejszym zadaniom przy demobilizacji pułku. W związku z powrotem z wojny 15 pułku, szwadron zapasowy 215 pułku ułanów został przeniesiony do wsi Wiry znajdującej się niedaleko stacji kolejowej Puszczykowo. Następnie pod dowództwem chor. Piątka, z końcem lutego 1921 odjechał transportem kolejowym do Leszna i tam dołączył się do swojego pułku.

## Kawalerowie Virtuti Militari
| Żołnierze pułku odznaczeni Krzyżem Srebrnym Orderu Wojskowego Virtuti Militari za wojnę 1918–1920 | Żołnierze pułku odznaczeni Krzyżem Srebrnym Orderu Wojskowego Virtuti Militari za wojnę 1918–1920 | Żołnierze pułku odznaczeni Krzyżem Srebrnym Orderu Wojskowego Virtuti Militari za wojnę 1918–1920 |
| ------------------------------------------------------------------------------------------------- | ------------------------------------------------------------------------------------------------- | ------------------------------------------------------------------------------------------------- |
| rtm. Janusz Bokszczanin nr 4588                                                                   | por. Kazimierz Ciążyński nr 4601                                                                  | pchor. Marceli Czarnecki nr 4605                                                                  |
| rtm. Stanisław Długaszewski nr 4587                                                               | pchor. Lucjan Donner nr 4586                                                                      | wachm. Teodor Falkowski nr 4608                                                                   |
| chor. Michał George nr 4604                                                                       | wachm. Józef Klimacki nr 4607                                                                     | plut. Kazimierz Konieczka nr 4609                                                                 |
| st. uł. Józef Konwiński nr 4610                                                                   | por. Zygmunt Marszewski nr 4589                                                                   | ppłk Ignacy Mielżyński nr 5269                                                                    |
| śp. ppor. Stanisław Rembowski nr 4603                                                             | śp. uł. Zbigniew Szlagowski nr 4611                                                               | wachm. sztab. Stanisław Wieczorek nr 4606                                                         |
| ppor. Józef Wichliński nr 4602                                                                    |                                                                                                   |                                                                                                   |

## Pułk w okresie pokoju

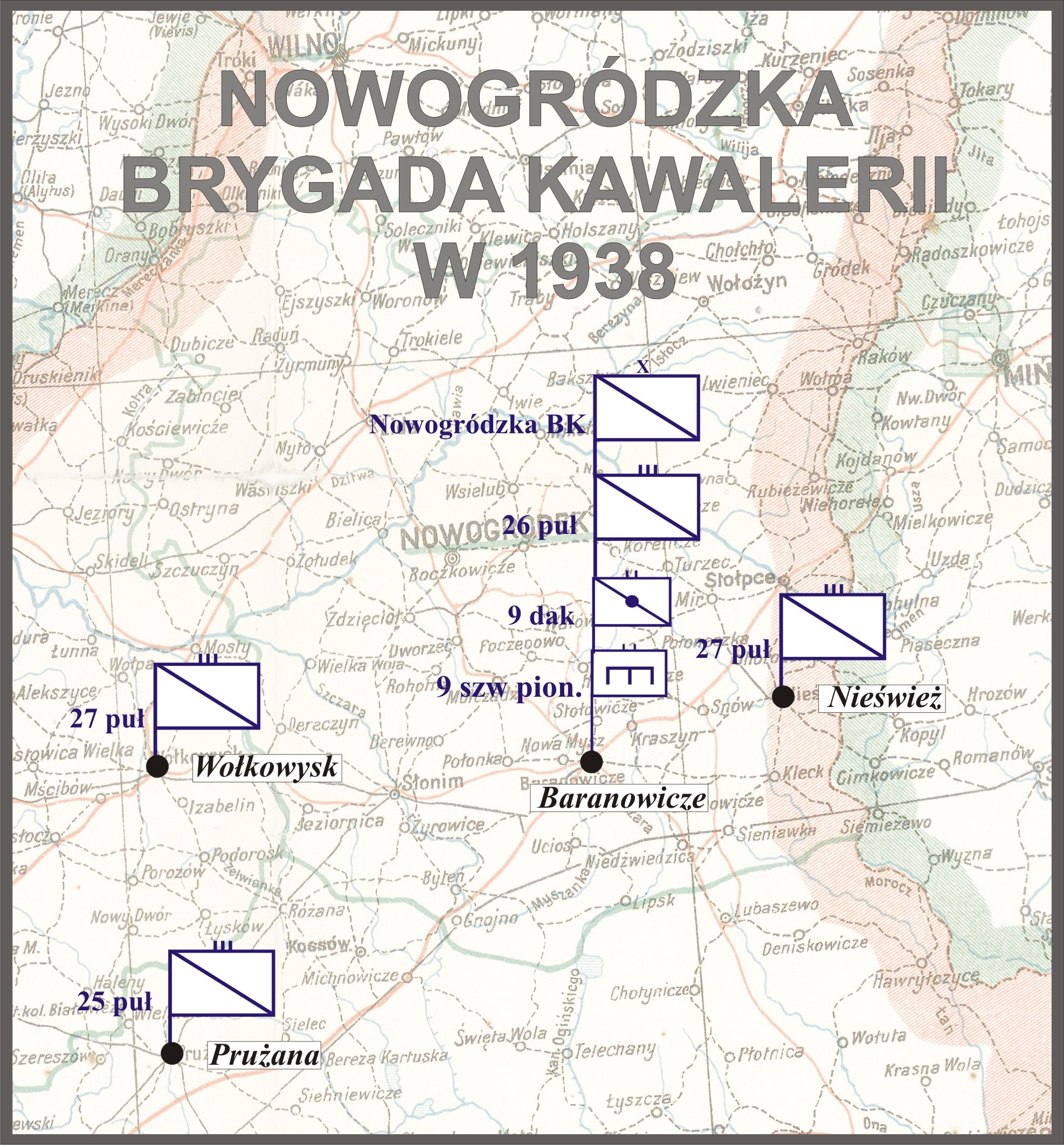
Nowogródzka BK w 1938

We wrześniu 1920 pułk powrócił z frontu do Poznania celem reorganizacji i uzupełnienia stanów osobowych. 24 września, liczący wówczas 14 oficerów, 141 podoficerów, 636 szeregowców i 748 koni, przewieziony został transportami kolejowymi na Nowogródczyznę i wszedł w skład Grupy Operacyjnej gen. Władysława Junga. W jej składzie prowadził działania bojowe w Puszczy Nalibockiej, a następnie w kierunku Mińska.

Po podpisaniu rozejmu z Rosją bolszewicką, pułk pozostał na linii demarkacyjnej, a 15 stycznia 1921 został przeformowany w regularny pułk jazdy i otrzymał numer i nazwę: 26 pułk Ułanów Wielkopolskich.

W lutym oddział przetransportowany został do swojego pierwszego pokojowego garnizonu, do Leszna, i tu pozostawał do 1922. W tym czasie był oddziałem detaszowanym IX Brygady Jazdy. 21 sierpnia 1921 w Lesznie jednostka obchodziła uroczystość pierwszej rocznicy powstania pułku, utworzonego rok wcześniej z dotychczasowego ochotniczego 215 pułku ułanów. 
Od 1924, wraz ze zmianą terminu „jazda” na „kawaleria",  wszedł w skład 9 Samodzielnej Brygady Kawalerii, a od 1929 był w składzie Brygady Kawalerii „Baranowicze". Wiosną 1937 brygada ta została przeformowana w Nowogródzką Brygadę Kawalerii, a 26 pułk Ułanów Wielkopolskich pozostał w jej składzie.
19 maja 1927 minister spraw wojskowych, marszałek Polski Józef Piłsudski ustalił i zatwierdził dzień 18 sierpnia jako datę święta pułkowego. Pułk obchodził swoje święto w rocznicę swojego pierwszego boju stoczonego w 1920 pod Brodnicą.
16 października 1936 Minister Spraw Wojskowych, gen. dyw. Tadeusz Kasprzycki, nadał 26 pułkowi ułanów nazwę „26 pułk ułanów imienia hetmana Jana Karola Chodkiewicza”.

### Koszary pułku
Pułk formował się przy szwadronie zapasowym 15 pułku ułanów w Poznaniu. Po odjeździe pułku na front pomorski, w Poznaniu pozostał szwadron zapasowy. W październiku 1920 szwadron został przedyslokowany do Bydgoszczy, ale już po dwóch tygodniach wrócił do Poznania. W styczniu 1921 ustąpił miejsca powracającemu szwadronowi zapasowemu 15 puł i przeniósł się do Wir, prawdopodobnie do zabudowań dworskich (rejon ulic: Zespołowa – Sportowa). Z końcem lutego przeniósł się do Leszna.
Zawieszenie broni zastało 215 pułk ułanów w Mińsku. Na mocy ustaleń rozejmowych musiał on opuścić miński garnizon i 18 października 1920 przeszedł do Rakowa, a następnie do Iwieńca i od 20 listopada pełnił służbę kordonową na odcinku Raków–Sieniawka.
W związku z tym, ze na Nowogródczyźnie brakowało koszar, pułk 4 lutego 1921 przetransportowany został do Leszna. Dowództwo pułku, 1 szwadron i szkołę podoficerską rozmieszczono w Koszarach Głowackiego, 3 szwadron stanął w Koszarach Dąbrowskiego, a w Koszarach Piłsudskiego stacjonował 4 szwadron. Do Zbąszynia przeniesiono zaś 2 szwadron i szwadron ciężkich karabinów maszynowych. Ten ostatni już w kwietniu przeniesiono do Koszar Dąbrowskiego w Lesznie.

Jesienią 1922 pułk powrócił na Kresy. 15 listopada transporty kolejowe odjechały w obszar na północny zachód od Nieświeża i zawiozły ułanów na kwatery polowe. Na początku 1923 dowództwo i szwadron ckm kwaterowały w Horodzieju, szwadrony: 1. w Krętym Brzegu (od lutego w Zauszach), 2. w Krętym Brzegu, 3. w Łysicy, 4. w Ostrówkach, szwadron zapasowy w Prużanie.

W grudniu 1923 pułk przeniósł się do Koszar Kościuszki w Baranowiczach. Były to najbardziej oddalone od miasta, murowane, podłużne garażo–hangary kolejek wąskotorowych, usytuowane w rejonie obecnych (2020) ulic: Czurylina – Wojkawa –  Rakasouskaha – Ubarewicza. Jeden z budynków przerobiono doraźnie na koszary, a cztery na stajnio-koszary, Na parterach tych ostatnich kwaterowały konie, a na poddaszach rozlokowana była część pododdziałów. Brakowało ujeżdżalni. Szwadron zapasowy przebywał w Baranowiczach do maja 1929, po czym przeniósł się do Łukowa.
Nowe koszary oddano do użytku 22 grudnia 1932. Powstały wówczas trzy nowoczesne budynki koszarowe, magazyn, wozownia i kolejna stajnia. Obecnie (2020) nie istnieje żadna pozostałość po koszarach 26 puł, zniszczonych już w zasadzie w latach 1941–1944. Teren dawnych koszar 26 puł został zabudowany między innymi obiektami Uniwersytetu Baranowickiego. Także byłe Koszary Kościuszki są (2020) sukcesywnie wyburzane, a w ich miejsce powstają nowe, wielopiętrowe bloki mieszkalne.

### Konie
Konie starano się grupować według maści w poszczególnych pododdziałach według następującego schematu: 1. i 2 szwadron – jasnogniade, 3 szwadron – gniade, 4 szwadron – ciemnogniade, szwadron ciężkich karabinów maszynowych – skarogniade, pluton łączności i pluton trębaczy – szpaki. Reprezentacja pułku w Konnych Zawodach o Mistrzostwo Wojska Polskiego 1933 zdobyła tytuł I wicemistrza, a por. Piotr Tudziński na klaczy Smutna zdobył tytuł indywidualnego mistrza armii.

### Mobilizacja
| Pułk w planie mobilizacyjnym „S”             | Pułk w planie mobilizacyjnym „S” | Pułk w planie mobilizacyjnym „S” |
| Nazwa pododdziału                            | Termin                           | Miejsce mobilizacji              |
| -------------------------------------------- | -------------------------------- | -------------------------------- |
| dowódca pułku z drużyną                      | alarm                            | Baranowicze                      |
| pluton łączności                             | alarm                            | Baranowicze                      |
| 1÷4 szwadrony                                | alarm                            | Baranowicze                      |
| szwadron karabinów maszynowych               | alarm                            | Baranowicze                      |
| szwadron pionierów nr 109                    | alarm                            | Baranowicze                      |
| szwadron samochodów pancernych nr 109        | alarm                            | Baranowicze                      |
| Kwatera Główna nr 108 (I eszelon)            | alarm                            | Baranowicze                      |
| szwadron kawalerii nr 1/50                   | 6                                | Baranowicze                      |
| pluton ckm nr 50                             | 6                                | Baranowicze                      |
| Kwatera Główna nr 108 (II eszelon)           | 4                                | Baranowicze                      |
| poczta polowa nr 66                          | 4                                | Baranowicze                      |
| sąd polowy nr 109                            | 4                                | Baranowicze                      |
| kolumna taborowa nr 962                      | 6                                | Baranowicze                      |
| kolumna taborowa nr 963                      | 10                               | Siedlce                          |
| drużyna dowódcy dywizjonu kawalerii nr 50    | 20                               | Siedlce                          |
| szwadron kawalerii nr 2/50                   | 20                               | Siedlce                          |
| uzupełnienie do czasu „W”                    | 5                                | Baranowicze                      |
| uzupełnienie szwadronu pionierów nr 109      | 5                                | Baranowicze                      |
| szwadron marszowy 1/26 puł                   | 18                               | Siedlce                          |
| pluton marszowy szwadronu pionierów nr 1/109 | 18                               | Siedlce                          |
| pluton marszowy nr 1/50                      | 30                               | Siedlce                          |
| szwadron zapasowy                            | do 15                            | Siedlce                          |
| oficer placu Baranowicze                     | 2                                | Baranowicze                      |
| Komenda placu OC Leśna                       | -                                | Leśna                            |

| Obsada personalna i struktura organizacyjna w marcu 1939 | Obsada personalna i struktura organizacyjna w marcu 1939 |
| Stanowisko                                               | Stopień, imię i nazwisko                                 |
| -------------------------------------------------------- | -------------------------------------------------------- |
| dowódca pułku                                            | płk dypl. Ludwik Schweizer                               |
| I zastępca dowódcy                                       | ppłk dypl. Emil Gruszecki                                |
| adiutant                                                 | rtm. Karol Miętus                                        |
| lekarz medycyny                                          | por. lek. Jan Siepracki                                  |
| starszy lekarz weterynarii                               | mjr lek. wet. Stefan Gumułka                             |
| młodszy lekarz weterynarii                               | por. lek. wet. Roman Góralewicz                          |
| II zastępca dowódcy (kwatermistrz)                       | mjr Stanisław Hejnich                                    |
| oficer mobilizacyjny                                     | rtm. adm. (kaw.) Ksawery Nagórny                         |
| zastępca oficera mobilizacyjnego                         | por. adm. (kaw.) Piotr Tudziński                         |
| oficer administracyjno-materiałowy                       | rtm. Stanisław Kałusowski                                |
| dowódca szwadronu gospodarczego                          | rtm. Karol Miętus                                        |
| oficer gospodarczy                                       | por. int. Adam Katra                                     |
| oficer żywnościowy                                       | chor. Wacław Michalik                                    |
| dowódca plutonu łączności                                | por. Stefan Marian Mikołajczyk                           |
| dowódca plutonu kolarzy                                  | vacat                                                    |
| dowódca plutonu ppanc.                                   | por. Stanisław Tatur                                     |
| dowódca 1 szwadronu                                      | rtm. Feliks Stelmaszewski                                |
| dowódca plutonu                                          | por. Zbigniew Hipolit Malawski                           |
| dowódca plutonu                                          | ppor. Leszek Władysław Zakrzewski                        |
| dowódca 2 szwadronu                                      | por. Julian Cetnerowski                                  |
| dowódca plutonu                                          | por. Zbigniew Aleksander Janaszek                        |
| dowódca plutonu                                          | ppor. Stefan Michał Czarnota                             |
| dowódca 3 szwadronu                                      | rtm. Tomasz Kucharski                                    |
| dowódca plutonu                                          | por. Ryszard Dmowski                                     |
| dowódca plutonu                                          | ppor. Józef Lewkowicz                                    |
| dowódca 4 szwadronu                                      | rtm. Włodzimierz Budarkiewicz                            |
| dowódca plutonu                                          | por. Wacław Żywień                                       |
| dowódca plutonu                                          | ppor. Franciszek Szaflarski                              |
| dowódca szwadronu km                                     | por. Feliks I Dutkiewicz                                 |
| dowódca plutonu                                          | por. Bolesław Maciej Cegielski                           |
| dowódca szwadronu zapasowego                             | mjr Wacław Calewski                                      |
| zastępca dowódcy                                         | rtm. Ludwik I Bukowiecki                                 |

## Pułk w kampanii wrześniowej
W roku 1939 w czasie kampanii wrześniowej, pułk brał udział m.in. w walkach pod Cegłowem. 27 września gen. Władysław Anders wydał rozkaz rozformowania Nowogródzkiej Brygady Kawalerii, w składzie której znajdował się pułk. Część żołnierzy została internowana przez Rosjan, a niewielka grupka przedostała się na Węgry, w tym dowódca 26 pułku – płk Ludwik Schweizer – z dwoma oficerami i trzema ułanami.
Pułk został reaktywowany w późniejszych latach wojny w ramach Armii Krajowej i brał udział m.in. w akcji „Burza”.
| Struktura organizacyjna i obsada personalna we wrześniu 1939 | Struktura organizacyjna i obsada personalna we wrześniu 1939 | Struktura organizacyjna i obsada personalna we wrześniu 1939               |
| Stanowisko etatowe                                           | Stopień, imię i nazwwisko                                    | Uwagi                                                                      |
| Dowództwo                                                    | Dowództwo                                                    | Dowództwo                                                                  |
| ------------------------------------------------------------ | ------------------------------------------------------------ | -------------------------------------------------------------------------- |
| dowódca pułku                                                | płk dypl. kaw. Ludwik Schweizer                              |                                                                            |
| zastępca dowódcy pułku                                       | mjr kaw. Stanisław Hejnich                                   | 30 IX 1939 zatrzymany w Starej Soli, więziony w Samborze, †1940 Ukraina    |
| adiutant                                                     | rtm. Karol Miętus                                            | 30 IX 1939 zatrzymany w Starej Soli, więziony w Samborze, †1940 Ukraina    |
| oficer łącznikowy do Nowogródzkiej BK                        | ppor. Leszek Władysław Zakrzewski                            |                                                                            |
| oficer ordynansowy                                           | ppor. Józef Lewkowicz                                        | 30 IX 1939 ranny pod Bóbrką, niemiecka niewola                             |
| lekarz                                                       | por. lek. Jan Siepracki                                      | 30 IX 1939 zatrzymany, więziony w Kijowie, 4 IX 1940 skazany i zesłany     |
| szef kancelarii                                              | wachm. Popiel                                                | 27 IX 1939 zaginął pod Władypolem                                          |
| kwatermistrz                                                 | rtm. Feliks Stelmaszewski                                    | 14 IX 1939 niemiecka niewola                                               |
| oficer żywnościowy                                           | chor. Wacław Michalik                                        | 14 IX 1939 niemiecka niewola                                               |
| oficer materiałowy                                           | chor. Zakrzewski                                             | 14 IX 1939 niemiecka niewola                                               |
| lekarz weterynarii                                           | ppor. lek. wet. Roman Góralewicz                             | 14 IX 1939 niemiecka niewola, † w V 1945, w czasie ewakuacji Groß-Rosen    |
| kapelan                                                      | kpl. rez. ks. Jan Zakrzewski                                 | †25 VIII 1942 Dachau                                                       |
| dowódca szwadronu gospodarczego                              | rtm. Tomasz Kucharski                                        | 14 IX 1939 niemiecka niewola                                               |
| szef szwadronu                                               | chor. Jan Miara                                              | 14 IX 1939 niemiecka niewola                                               |
| 1 szwadron                                                   |                                                              |                                                                            |
| dowódca szwadronu                                            | rtm. Henryk Klemens Dzierżanowski                            | 30 IX 1939 zatrzymany w Starej Soli, więziony w Samborze, †1940 Ukraina    |
| dowódca I plutonu                                            | pchor. / ppor. kaw. Marian Turło                             | niemiecka niewola                                                          |
| dowódca II plutonu                                           | ppor. kaw. rez. Tadeusz Dąbrowski                            | 27 IX 1939 zaginął pod Władypolem, 1940 aresztowany w obwodzie drohobyckim |
| dowódca III plutonu                                          | ppor. kaw. rez. Wiktor Wojciech Chrzanowski                  | 1 X 1939 zaginął pod Dołżycami, niemiecka niewola                          |
| szef szwadronu                                               | st. wachm. Michał Skotarek                                   | 27 IX 1939 zaginął pod Władypolem                                          |
| 2 szwadron                                                   |                                                              |                                                                            |
| dowódca szwadronu                                            | por. Julian Cetnerowski                                      | †1940 Ukraina                                                              |
| dowódca I plutonu                                            | ppor. Zbigniew Aleksander Janaszek                           | 15 IX ranny pod Gończycami                                                 |
| dowódca II plutonu                                           | ppor. Stefan Michał Czarnota                                 | 26 IX 1939 kontuzjowany pod Broszkami, niemiecka niewola                   |
| dowódca III plutonu                                          | ppor. Bronisław Radziwanowski                                | †1 IX 1939 pod Burkatem                                                    |
| szef szwadronu                                               | st. wachm. Stanisław Rokita                                  | †1 IX 1939 ranny pod Burkatem, niemiecka niewola                           |
| 3 szwadron                                                   |                                                              |                                                                            |
| dowódca szwadronu                                            | rtm. Władysław Śliwiński                                     | 27 IX 1939 zaginął pod Władypolem                                          |
| dowódca I plutonu                                            | ppor. kaw. Jerzy Smoczarski                                  | 30 IX 1939 zatrzymany w Starej Soli, więziony w Samborze, †1940 Ukraina    |
| dowódca II plutonu                                           | ppor. rez. Stefan Szczepan Szyszka                           |                                                                            |
| dowódca III plutonu                                          | ppor. rez. Jan Zygmunt Koziej                                |                                                                            |
| szef szwadron                                                | st. wachm. Kosianka                                          | 27 IX 1939 zaginął pod Władypolem                                          |
| 4 szwadron                                                   |                                                              |                                                                            |
| dowódca szwadronu                                            | rtm. Włodzimierz Budarkiewicz                                | 26 IX 1939 ranny pod Broszkami, niewola rosyjska                           |
| dowódca I plutonu                                            | por. Wacław Żywień                                           | niewola rosyjska                                                           |
| dowódca II plutonu                                           | ppor. Franciszek Szaflarski                                  | 1 X 1939 ranny pod Dołżycami, niewola niemiecka                            |
| dowódca III plutonu                                          | ppor. kaw. rez. Witold Marian Felicjan Reppel                | †27 IX 1939 pod Władypolem                                                 |
| wachmistrz szef                                              | st. wachm. Antoni Siemieniak                                 | zaginął w lasach Rajtarowice                                               |
| szwadron ciężkich karabinów maszynowych                      |                                                              |                                                                            |
| dowódca szwadronu                                            | por. kaw. Feliks I Dutkiewicz                                | 30 IX 1939 zatrzymany w Starej Soli, więziony w Samborze, †1940 Ukraina    |
| dowódca I plutonu                                            | por. kaw. Zbigniew Hipolit Malawski                          | †11 VI 1991                                                                |
| dowódca plutonu                                              | ppor. kaw. rez. Janusz Jerzy Dyakowski                       | †1987 Birmingham                                                           |
| dowódca plutonu                                              | ppor. kaw. rez. Leon Chatizow                                | 14 IX 1939 niemiecka niewola                                               |
| szef                                                         | chor. Józef Jankowski                                        | niemiecka niewola po bitwie pod Wiązownią                                  |
| pododdziały specjalne                                        |                                                              |                                                                            |
| dowódca plutonu łączności                                    | ppor. rez. Zbigniew Zygmunt Deszyński                        | 26 IX 1939 ranny pod Broszkami, niewola niemiecka                          |
| szef plutonu                                                 | st. wachm. Prymus                                            | 26 IX 1939 ranny pod Broszkami, niewola niemiecka                          |
| dowódca plutonu kolarzy                                      | ppor. rez. Andrzej Dobrski                                   |                                                                            |
| dowódca plutonu przeciwpancernego                            | ppor. Wiktor Władysław Nowicki                               |                                                                            |

## Symbole pułkowe

### Sztandar
Społeczeństwo poznańskie zawiązało komitet honorowy dla ufundowania pułkowi sztandaru. Żona prezydenta Poznania p. Drwęcka i żona dowódcy pułku p. Mielżyńska w imieniu komitetu Pań Poznania, złożyły w dniu 14 września 1920 roku ufundowany piękny sztandar. Z jednej strony sztandaru znajdowały się naszyte relikwie świętej Teresy z obrazem Matki Boskiej, a z drugiej strony Biały Orzeł. Po uroczystej mszy polowej na błoniach Grunwaldzkich, ten znak bojowy wręczył pułkowi dowódca okręgu gen. por. Kazimierz Raszewski.
Dzięki staraniom byłego dowódcy pułku, ppłk. rezerwy Ignacego Mielżyńskiego oraz ochotników pułku z pchor. Amrogowiczem i Gustawem Brezą na czele, pułk otrzymał nowy sztandar. Na jego rogach widnieje herb Poznania i orzeł zygmuntowski jako symbol pochodzenia pułku oraz herb miasta Brodnicy, gdzie otrzymał swój chrzest bojowy. Wręczenia sztandaru dokonał w dniu 18 sierpnia 1925 roku w imieniu Prezydenta Rzeczypospolitej, dowódca Okręgu Korpusu IX gen. Józef Rybak.

### Odznaka pamiątkowa
18 marca 1929 roku Minister Spraw Wojskowych marszałek Polski Józef Piłsudski zatwierdził regulamin odznaki pamiątkowej 26 pułku ułanów. Odznaka o wymiarach 40x39 mm ma kształt krzyża o ramionach pokrytych białą emalią z chabrowym obrzeżem. Na ramionach krzyża wpisano pierwotny numer pułku „215” i rok jego powstania „1920” oraz na dolnym ramieniu numer pułku „26” i inicjał „U”. W centrum na białej tarczy, obramowanej chabrową emalią, oksydowany orzeł wielkopolski z 1919. Ramiona krzyża połączone są srebrzystym wieńcem laurowym. Odznaka oficerska, trzyczęściowa, wykonana w alpace, emaliowana. Autorem projektu odznaki był Jan Małeta, a wykonawcami warszawscy grawerzy: Wiktor Gontarczyk i Józef Kweksilber.

### Barwy
| Proporczyk | Opis                                                                |
| ---------- | ------------------------------------------------------------------- |
|            | do 1927 proporczyk żółto – biały, pasek chabrowy                    |
|            | w 1927 zmieniony Dz.Rozk. 29/27 na różowo biały z paskiem chabrowym |
|            | proporczyk dowództwa w 1939                                         |
|            | proporczyk 1 szwadronu w 1939                                       |
|            | proporczyk 2 szwadronu w 1939                                       |
|            | proporczyk 3 szwadronu w 1939                                       |
|            | proporczyk 4 szwadronu w 1939                                       |
|            | proporczyk 5 szwadronu ckm w 1939                                   |
|            | proporczyk plutonu łączności w 1939                                 |
| Inne       | Opis                                                                |
|            | Na czapce rogatywce – otok różowy                                   |
|            | Szasery ciemnogranatowe, lampasy różowe, wypustka różowa            |
|            | „Łapka” (do 1921) – karmazynowa                                     |

### Żurawiejki
| Gdzie koń chudy, ułan tłusty, To jest pułk dwudziesty szósty.              | Choć hetmana mają w herbie, Coś klekoce, im się we łbie. | O sztandarach spod Brodnicy, Wszystko tam w Poznaniu krzyczy  |
| My, pieruńskie Poznaniaki, Ordnung też nie, byle, jaki.                    | Mina tępa i łeb pusty, To jest pułk dwudziesty szósty.   | Nigdy w tyle, zawsze w przedzie, To dwudziesty szósty jedzie. |
| Po każdej zwrotce: Lance do boju, szable w dłoń, bolszewika goń, goń, goń! |                                                          |                                                               |

## Wielkopolscy ułani

### Dowódcy i zastępcy dowódcy pułku
| Stopień, imię i nazwisko                    | Okres pełnienia służby    | Kolejne stanowisko                  |
| Dowódcy pułku                               | Dowódcy pułku             | Dowódcy pułku                       |
| ------------------------------------------- | ------------------------- | ----------------------------------- |
| ppłk kaw. Ignacy Mielżyński                 | 13 VII 1920 – 19 XII 1921 | rezerwa                             |
| płk kaw. Ryszard Gieszkowski-Wolff-Plottegg | 1921 – 29 XI 1927         | dowódca 10 BK                       |
| płk dypl. kaw. dr Roman Abraham             | 29 XI 1927 – 22 III 1929  | dowódca BK „Toruń”                  |
| ppłk dypl. Tadeusz Machalski                | 22 III 1929 – 1937        | wykładowca WSWoj.                   |
| płk dypl. Ludwik Schweizer                  | 1937 – IX 1939            |                                     |
| Zastępcy dowódcy pułku                      |                           |                                     |
| mjr kaw. Tadeusz Mieczkowski                | 26 IV – 30 IX 1928        | rezerwa                             |
| mjr kaw. Romuald Borycki                    | XI 1928 – 23 III 1932     | rejonowy inspektor koni Baranowicze |
| ppłk kaw. Zygmunt Moszczeński               | od 23 III 1932            |                                     |

### Żołnierze 26 pułku ułanów – ofiary zbrodni katyńskiej
Biogramy ofiar zbrodni katyńskiej znajdują się między innymi w bazach udostępnionych przez Ministerstwo Kultury i Dziedzictwa Narodowego oraz Muzeum Katyńskie.
| Nazwisko i imię                 | stopień                  | zawód             | miejsce pracy przed mobilizacją       | zamordowany |
| ------------------------------- | ------------------------ | ----------------- | ------------------------------------- | ----------- |
| Cetnerowski Julian              | porucznik                | żołnierz zawodowy |                                       | ULK         |
| Dutkiewicz Feliks               | porucznik                | żołnierz zawodowy | dowódca szwadronu ckm                 | ULK         |
| Dzierżanowski Henryk            | rotmistrz                | żołnierz zawodowy | dowódca 1 szwadronu                   | ULK         |
| Hejnich Stanisław               | major                    | żołnierz zawodowy | zastępca dowówdcy pułku               | ULK         |
| Miętus Karol Rudolf             | rotmistrz                | żołnierz zawodowy |                                       | ULK         |
| Jackowski Julian                | porucznik rezerwy        | prawnik           | adwokat Sądu Apelacyjnego w Warszawie | Katyń       |
| Koralewski Edward               | plutonowy pchor. rezerwy | urzędnik          | Ubezpieczalnia Krajowa w Poznaniu     | Katyń       |
| Lutoborski Adam                 | porucznik rezerwy        | abs. WSH          | Bank Polski w Warszawie               | Katyń       |
| Pysiewicz Wacław                | podporucznik rezerwy     |                   | administrator dóbr Mir pow. stołpecki | Katyń       |
| Kapuściński Wiesław             | podporucznik rezerwy     | technik chemik    | pracował w Kielcach                   | Charków     |
| Kożełowski Józef                | porucznik rezerwy        |                   | pracował w Baranowiczach              | Charków     |
| Lubczyński Franciszek Stanisław | ppor. kaw. rez.          | buchalter         |                                       | Charków     |
| Tabęcki Konstanty               | porucznik rezerwy        |                   | (e)                                   | Charków     |
| Żybura Jan                      | podporucznik rezerwy     | urzędnik          | Urząd Pocztowy w Dukli                | Charków     |

## Tradycje pułku
W 2010 zostało utworzone Stowarzyszenie pod nazwą: „Koło Przyjaciół 26 Pułku Ułanów Wielkopolskich im. Hetmana Wielkiego Jana Karola Chodkiewicza”, które przejęło tradycje pułku i jego barwy.